# Reload (musikalbum av PPK)
Reload är ett musikalbum från 2002 av den ryska trance/dancegruppen PPK.

## Låtlista
1. Reload (Trash Trailer Mix)
2. Russian Trance (Extended)
3. ResuRection (Space Club Mix)
4. InsurRection (12" Promo Edit)
5. Hey DJ (DJ Nikk Hard House Mix 2001) (1)
6. 21 Century (Radio Mix)
7. I Need a Rythm (PPK Space Club Mix 2001) (1)
8. Love Unlimited (PPK vs Valery Siver Mix) (2)
9. 21 Century (Extended Club Mix)
10. Feel 2K (Original Edit)
11. Hey DJ (Trance Mix 2001) (1)
12. ResuRection (The Perfecto Edit)

(1) PPK feat Vera
(2) PPK feat Valery Siver